# Empire Celia
Die Empire Celia war ein britisches Frachtschiff während des Zweiten Weltkrieges. 
Sie nahm an 55 Geleitzügen teil, u. a. an Nordmeergeleitzügen, HX-Geleitzügen und EN-Geleitzügen.

## Geschichte
Das britische Ministry of War Transport (MOWT) gab die Empire Celia bei der Charles Connell & Company in Glasgow-Scotstoun in Auftrag. Im April 1943 wurde sie in Dienst gestellt und unternahm ihre erste Fahrt. Sie fuhr überwiegend in Geleitzügen, aber auch als Einzelfahrer die verschiedenen alliierten Häfen an.

## Geleitzüge
Im Zweiten Weltkrieg nahm sie unter anderen an folgenden Geleitzügen teil:
| Geleitzug | Zeit           | Ausgangshafen    | Zielhafen                 |
| --------- | -------------- | ---------------- | ------------------------- |
| ON 178    | April 1943     | Clyde (Lage)     | Clyde (Fahrt abgebrochen) |
| ON 179    | April 1943     | Clyde            | New York (Lage)           |
| KMS 21    | August 1943    | Gibraltar (Lage) | Malta                     |
| MKS 22    | August 1943    | Malta            | Gibraltar                 |
| JW 54A    | November 1943  | Loch Ewe (Lage)  | Murmansk (Lage)           |
| RA 55A    | Dezember 1943  | Murmansk         | Loch Ewe                  |
| JW 57     | Februar 1944   | Loch Ewe         | Murmansk                  |
| RA 58     | April 1944     | Murmansk         | Loch Ewe                  |
| JW 60     | September 1944 | Loch Ewe         | Murmansk                  |
| RA 61     | November 1944  | Murmansk         | Loch Ewe                  |
| JW 63     | Januar 1945    | Loch Ewe         | Murmansk                  |
| RA 64     | Februar 1945   | Murmansk         | Loch Ewe                  |
| ON 297    | April 1945     | Southend (Lage)  | New York                  |
| HX 357    | Mai 1945       | New York         | Southend                  |